# Vinogràdovka (Primórie)
|  | Per a altres significats, vegeu «Vinogràdovka». |

Vinogràdovka (en rus: Виноградовка) és un poble del krai de Primórie, a l'Extrem Orient de Rússia, que en el cens del 2010 tenia 412 habitants.